# Laura de León
Laura Marcela De León Céspedes (Cartagena de Indias, Bolívar, Colombia, 19 de enero de 1991) es una actriz, presentadora de televisión, modelo y cantante colombiana

## Filmografía

### Televisión
| Año       | Título                          | Personaje                      | Canal              |
| --------- | ------------------------------- | ------------------------------ | ------------------ |
| 2024      | Rojo carmesí                    | Juana Levy Valencia            | Canal RCN          |
| 2024      | La casa de los famosos Colombia | Ella misma (invitada especial) | Canal RCN / Vix    |
| 2022-2023 | Leandro Díaz                    | Matilde Lina                   | Canal RCN          |
| 2022-2024 | Primate                         | Karina                         | Prime Video        |
| 2020      | La niña Julia                   | Andrea                         | Canal Capital      |
| 2020      | Love motel                      | Alicia                         | Telecaribe         |
| 2020      | Guía sexual                     | Ella                           | Caracol Play       |
| 2020-2021 | Pa' quererte                    | Azucena Tinoco                 | Canal RCN          |
| 2018-2019 | La ley del corazón 2            | Lucía Vallejo                  | Canal RCN          |
| 2017      | La luz de mis ojos              | Soledad Burgos                 | Canal RCN          |
| 2016      | Todo es prestao                 | Lorena Serrani                 | Canal RCN          |
| 2015      | Esmeraldas                      | Olga Guerrero (joven)          | Caracol Televisión |
| 2014      | La playita                      | Soledad Martínez               | Canal RCN          |
| 2013-2014 | Mamá también                    | Johanna Vargas                 | Canal RCN          |
| 2013      | El día de la suerte             |                                | Canal RCN          |

## Presentadora
- Nick City (2010)
- Abogados (2009)